# Вторая Гуансийская кампания
Вторая Гуансийская кампания — одним из последних сражений японо-китайской войны, завершившее процесс освобождения Китая от японской оккупации и ускорившее завершение Второй мировой войны в Азии.

## Ход операции
Чан Кайши приказал Юго-восточному фронту под командованием командующего армией Хэ Инциня перейти в наступление.
2 августа 1945 года армия Китая, которая с апреля вела бои в провинции Гуанси, начала мощное наступление на юге Китая в направлении последнего оплота японской оккупации. 600 тысяч китайских солдат под руководством генералов Чжана Факуя (2-я армия) и Тана Эньбо (3-армия) атаковали японскую 11-ю армию генерала Юкио Касахары. Задача китайцев упростилась после атомных бомбардировок Хиросимы и Нагасаки.
Войска продвигались в направлении Шанхая и намеревались полностью уничтожить 11-ю армию, сбросив её в море. 14 августа 5-я дивизия снова заняла Байшу; 133-я дивизия 20-й армии отразила вторжение японских войск в Сяньшуй. В это время 20-я армия предприняла очередное наступление на весь уезд, и японская армия постепенно отступала на северо-восток провинции Гуанси. 
16 августа основные силы 133-й дивизии атаковали японские войска в районах Мааньлин и Майнучжуанское нагорье. Утром того же дня национальная армия на восточном фронте вошла в Учжоу и взяла в плен более 100 японских солдат в городе. Вся восточная часть Гуанси была освобождена. 
На рассвете 17 августа 3-я армия фронта предприняла ещё одну атаку на Цюаньсянь вдоль шоссе. Около 10 часов утра он вошел в уездный город. Резервная 11-я дивизия, вошедшая в южные пригороды Цюаньсяня, также вошла. 
Японская армия продолжала отступать вдоль шоссе к реке Хуанша и Дунъаню на северо-востоке от Цюаньсяня. 18 августа 134-я дивизия перешла Хуанша, и вся провинция Гуанси была освобождена. Национальная армия продвинулась в Хунань. 21 августа 41-я дивизия 26-й армии отбила Дунъань; Истребительная группа 134-й дивизии отбила Линлин, а оставшиеся японские войска отступили к Хэнъяну.
21 августа Линлин был освобожден, и наступление завершилось. Вскоре японская 11-я армия капитулировала, что и завершило японо-китайскую войну. Акт о капитуляции японцев принял Хэ Инцинь.